# 大口朋子
大口朋子（おおぐち ともこ）は、日本のミュージカル女優である。神奈川県出身。1999年から2014年まで劇団四季所属。

## 来歴
幼い頃からクラシックバレエを習い、ニューヨークへの短期留学経験もある。
1999年10月オーディション合格。『劇団四季ソング&ダンス』で四季の舞台に参加する。
劇団四季にて14年活躍し、退団後は劇団四季バレエ講師として活動している。

## 主な出演作品
- CATS（ランペルティーザ、カッサンドラ、ジェニエニドッツ）
- コーラスライン（コニー）
- ウェストサイド物語（フランシスカ）
- ライオンキング（アンサンブル）
- 夢から醒めた夢（アンサンブル）
- ユタと不思議な仲間たち（ハラ子）